# Max Tegmark
Max Tegmark (Estocolmo, 05 de maio de 1967) é um cosmólogo sueco radicado nos Estados Unidos. Tegmark é professor no Instituto de Tecnologia de Massachusetts (MIT) e pertence à diretoria científica do Instituto de Questões Fundamentais.

## Biografia
Tegmark nasceu como Max Shapiro na Suécia, filho de Karin Tegmark e Harold Shapiro, estudou no  Instituto Real de Tecnologia, em Estocolmo, e mais tarde recebeu seu Ph.D. da Universidade da Califórnia, Berkeley. Já trabalhou na Universidade da Pensilvânia, e atualmente trabalha no Instituto de Tecnologia de Massachusetts.

## Carreira
Sua pesquisa se concentrou em cosmologia, combinando trabalho teórico com novas medidas para colocar restrições sobre modelos cosmológicos e seus parâmetros livres, muitas vezes em colaboração com especialistas. Ele tem mais de 200 publicações, das quais 9 foram citadas mais de 500 vezes. Tegmark desenvolveu ferramentas de análise de dados com base na teoria da informação e aplicou-as à radiação cósmica de fundo em micro-ondas em experimentos como COBE, QMAP E WMAP.
Com Daniel Eisenstein e Hu Wayne, ele introduziu a ideia de usar oscilações acústicas de bárions como uma régua padrão.
Com Angélica de Oliveira-Costa e Hamilton Andrew, ele descobriu o alinhamento multipolar anômalas na WMAP dados por vezes referido como o "eixo do mal".
Ele desenvolveu o suicídio quântico, experimento mental com propostas anteriores de Hans Moravec e Bruno Marchal, propondo um argumento matemático para o multiverso.[carece de fontes?]

## Vida pessoal
Foi casado com a astrofísica Angelica de Oliveira-Costa, em 1997, e se divorciaram em 2009. Eles têm dois filhos, Filipe e Alexandre.

## Mídia
- Em 2006, Tegmark foi um dos 50 cientistas entrevistados pela revista New Scientist sobre suas previsões para o futuro. Sua previsão: Em 50 anos, você pode ser capaz de comprar T-shirts em que são impressos equações que descrevem as leis unificadas de nossos universos"[4]
- Tegmark aparece no documentário Mundos Paralelos, Vidas Paralelas na qual ele é entrevistado por Mark Oliver Everett, filho do fundador da interpretação de muitos mundos da mecânica quântica, Hugh Everett.
- Tegmark também aparece em "Quem tem medo de um grande buraco negro?", "Que horas são?", "Ao infinito e além", "Tudo o que sabemos sobre o universo está errado?" e "O que é a realidade?", toda a parte da BBC Horizon dedicada à programas científicos.